# Doug Bowser
Doug Bowser (Danville, 28 augustus 1965) is de bestuursvoorzitter van Nintendo of America.

## Carrière
Doug Bowser begon na zijn opleiding aan de Universiteit van Utah bij Electronic Arts en Procter & Gamble. Hij kwam in 2015 bij Nintendo terecht als vice-president van verkoop en marketing. In 2016 werd hij senior vice-president waar hij verantwoordelijk was voor de promotie en uitgave van de Switch.
In februari 2019 werd bekend dat hij de functie van Reggie Fils-Aime als bestuursvoorzitter en hoofd operations van Nintendo of America overnam. De bekendmaking werd op internet met humoristische reacties ontvangen, omdat Bowser ook de naam is van de belangrijkste antagonist in Nintendo's Mario-franchise.